# Jean-François Lepage
Jean-François Lepage, nacido en París (Francia) en 1960, es un fotógrafo francés. Su trabajo en la intersección de la pintura, el cine y la fotografía contemporánea, ofrece una perspectiva diferente sobre el mundo de la moda. Su manera de fotografiar es muy especial, muy cerca de las Artes e ilustra el renacimiento de la fotografía de moda.
Jean-François Lepage ha trabajado para diseñadores como Dior, Comme des Garçons, Jil Sander, Lanvin, Masaki Matsushima, Nina Ricci, Vanessa Bruno, Le Printemps,  Le Bon Marché y Shu Uemura. 
Su trabajo ha sido publicado en varias revistas internacionales: AnOther Man, Bmm, Common & Sense, Double, Exit magazine, GQ, Grey, Harper's Bazaar, Italian Amica, Mixte, Numéro, Nylon, Purple, Self Service, Sleek, 7000 magazine, Stiletto, Spoon, TAR magazine, Twill, Vogue and Wall Paper.

## Últimas Exposiciones
- 2013 Veintiocho Festival Internacional de Hyères  – Memories from the future | Hyères, France[4]
- 2012 Camera Work Gallery – Color | Berlín, Alemania[5]
- 2011 Bacc - Art Cultural Center – MoonLight | Bangkok, Tailandia[6]
- 2010 Modemuseum Hasselt – UltraMegalore | Hasselt, Bélgica